# Stafford Air & Space Museum
Le Stafford Air & Space Museum est un musée consacré à l'aérospatiale situé à Weatherford, dans l'Oklahoma.
Le musée est nommé d'après l'astronaute Thomas Stafford dont c'est la ville natale. Le musée est un membre affilié de la Smithsonian Institution.
Le musée présente des expositions sur l'aviation, l'exploration spatiale, ainsi qu'une collection de plus d'une vingtaine d'avions historiques. Les objets exposés incluent des artefacts du programme de la navette spatiale, du télescope spatial Hubble et de la station spatiale Mir, ainsi qu'un rocher lunaire, un missile LGM-25C Titan II et la capsule spatiale de la mission Gemini 6A (avec laquelle Stafford a voyagé).